# Faustin Birindwa
Faustin Birindwa (* 1943; † 29. April 1999) war von 1993 bis 1994 Premierminister von Zaire, der jetzigen Demokratischen Republik Kongo.

## Politische Laufbahn
Gemeinsam mit Etienne Tshisekedi war er 1982 Mitbegründer der zunächst illegalen Partei Union pour la Démocratie et le Progrès Social (UDPS). 1987 akzeptierte die Partei unter Druck, ein Teil der Einheitspartei Mouvement Populaire de la Révolution (MPR) zu werden. Er und Tshisekedi waren zeitweise inhaftiert und unter Hausarrest gestellt. Im folgenden Jahr agierte die UDPS wieder aus dem Untergrund.
1990 sah sich der seit 1965 autoritär regierende Präsident Mobutu Sese Seko gezwungen, ein Mehrparteiensystem einzuführen. Tshisekedi wurde am 29. September 1991 erstmals Premierminister und Birindwa Finanzminister. Die Regierung wurde von Mobutu bereits am 1. November 1991 wieder entlassen.
Eine 1992 einberufene Nationalkonferenz bestimmte Tshisekedi im August 1992 erneut zum Regierungschef. Im Frühjahr 1993 gelang es Mobutu, Birindwa auf seine Seite zu bringen und ernannte ihn am 29. März 1993 zum neuen Premierminister. Tshisekedis Vorgänger Nguza Karl-I-Bond wurde Verteidigungsminister in seiner Regierung. Da Tshisekedi seine Entlassung nicht akzeptierte, existierten in der Folgezeit zwei parallele Regierungen. Mobutu kontrollierte weiterhin die Sicherheitskräfte und konnte so der Regierung Birindwas die nötige Autorität verleihen, Tshisekedi und dessen Minister von ihren Ämtern fernzuhalten.
Die instabile Lage schwächte die ohnehin labile Wirtschaft des Landes und trieb die Hyperinflation weiter an, die 1993 etwa 9.000 % gegenüber rund 3.000 % im Vorjahr erreichte. Durch die Einführung einer neuen Währung im Oktober 1993, das Verbot kritischer Medien und die Verhaftung von Oppositionellen versuchte die Regierung, die Lage wieder unter Kontrolle zu bringen. Die neue Währung erlebte allerdings sofort einen drastischen Wertverfall. Birindwas Amtszeit endete am 14. Januar 1994, als Mobutu seine Regierung entließ und ankündigte, dass beide Kammern des Parlaments einen neuen Premierminister bestimmen sollten.
Nach Einführung einer neuen Verfassung und Mobutus Einigung mit dem Parlament konnte am 6. Juli 1994 eine neue Regierung unter Kengo Wa Dondo gebildet werden.
Kurz vor Mobutus Sturz durch Laurent-Désiré Kabila verließ Birindwa das Land und ging mit seiner Familie nach Italien ins Exil. Dort starb er zwei Jahre später an einem Herzleiden.